# Jacques Verdier
Pour les articles homonymes, voir Verdier.
Jacques Verdier, né le 10 octobre 1957 à Saint-Gaudens (Haute-Garonne) et mort le 15 décembre 2018 à Rouède, est un journaliste sportif, ancien directeur de la rédaction du Midi Olympique et un écrivain français.

## Biographie
Jacques Verdier naît et passe sa jeunesse à Saint-Gaudens. Il perd son père jeune et a évoqué cette disparition, sous les traits du personnage de Pierre, dans son roman Soleil amer. Il joue au rugby à XV au Stade saint-gaudinois au poste de troisième ligne. Cela ne l'empèche pas de suivre, jeune supporteur, l'épopée du Racing Club Saint Gaudens XIII, champion de France 1970, dans les rangs duquel évolue son idole Henri Marracq et ses camarades Biffi, Molinier, Marsolan, grandes vedettes de l'époque. Il quitte ensuite Saint-Gaudens pour faire des études de Lettres à Toulouse.
En 1980, il devient journaliste au sein de la rédaction du Midi olympique. En 1997, il prend la rédaction en chef du journal, succédant à Henri Nayrou, puis devient directeur de la rédaction et directeur délégué. De 2003 à 2017, il est consultant sur l'antenne de RMC. Il participe tous les jeudis et vendredis soirs au Moscato Show et intervient également sur l'antenne le dimanche après-midi. Le 31 décembre 2017, il prend sa retraite professionnelle.
À partir de 1997, il devient également romancier. Il tient aussi une chronique littéraire, tous les dimanches, dans les colonnes de La Dépêche du Midi et une chronique sportive, tous les lundis, dans les colonnes du Midi olympique. Son dernier livre, Pyrénées vagabondes, aux éditions Privat, est sorti en librairie en 2018.
Il décède brutalement le 15 décembre 2018 en faisant son footing.

## Œuvre

### Ouvrages sur le rugby
- Herrero, le rugby dans la peau, éditions du Soleil, juillet 1996, 182 p. (ISBN 2-87764-518-5)
- Chroniques ovales : (Vingt ans de carnets de bord), Midi olympique, 3 mai 2006, 495 p. (ISBN 978-2-9524731-1-8)
- Rugby : Un monde d'émotions, Flammarion, septembre 2007, 177 p. (ISBN 978-2-08-121036-3 et 2-08-121036-3)
- André Boniface, les rebonds de ma mémoire, Midi Olympique éditions, 24 octobre 2008, 187 p. (ISBN 978-2-917200-06-3)
- Rugby d'autrefois, Paris, Flammarion, 10 juin 2012, 256 p. (ISBN 978-2-08-136319-9)
- Anthologie Mondiale du rugby, Paris/Toulouse, Flammarion, 26 août 2013, 494 p. (ISBN 978-2-08-136818-7)
- Ces émotions sportives qui nous font grandir  (en collaboration avec Marcel Rufo), Paris, Flammarion, 11 mars 2015, 223 p. (ISBN 978-2-08-135148-6)
- Ils ont franchi le rubgbycon!, Paris, Albin Michel, 27 mars 2019, 256p.

### Romans
- Il a neigé sur Paloumere, Loubatieres, 8 mars 1997 (ISBN 978-2-86266-264-0)
- L'Automne de Vincent, La Table Ronde, 21 août 2006, 304 p. (ISBN 978-2-7103-2886-5)
- Le temps d'apprendre à vivre : roman, Paris, Flammarion, 24 septembre 2011, 340 p. (ISBN 978-2-08-126749-7)
- Soleil amer (les années Ferré), Anne Carrière, 20 octobre 2016, 396 p. (ISBN 978-2-84337-841-6 et 2-84337-841-9)
- Pyrénées vagabondes, Toulouse, Éditions Privat, 14 juin 2018, 201 p. (ISBN 978-2-7089-5965-1)

## Récompenses et distinctions

### Prix littéraires
- Prix Jeune Mousquetaire du premier roman 2007 pour L'Automne de Vincent
- Prix Henri Desgrange 2007[6]
- Grand prix de l'Académie des Arts, Lettres et Sciences, de Languedoc, pour Le temps d'apprendre à vivre
- Prix Pierre Benoît
- Prix du Beau Livre 2011, prix Lacoste, pour Le rugby d'autrefois[7]